# Hermanas de la Caridad de San Vicente de Paúl de Augsburgo
La Congregación de Hermanas de la Caridad de San Vicente de Paúl de Augsburgo (oficialmente en latín: Congregatio Sororum Caritatis Augustana Vindelicorum) es una congregación religiosa católica femenina, de vida apostólica y de derecho diocesano, fundada en 1896 a partir de la independencia del convento Augsburgo de las Hermanas de la Caridad de San Vicente de Paúl de Múnich. A las religiosas de este instituto se les conoce como Hermanas de la Caridad de Augsburgo o simplemente como vicentinas de Augsburgo. Sus miembros posponen a sus nombres las siglas S.C.

## Historia
La congregación tiene su origen en las Hermanas de la Caridad de Múnich, quienes fundaron una comunidad en Augsburgo, Alemania, en 1847. En 1859 se les encomendó el cuidado del nuevo hospital católico de la ciudad. En 1862 adquirió cierta autonomía, pero siempre al interno de la congregación de Múnich, hasta que en 1896 logró la total independencia, formando una nueva congregación religiosa, con la aprobación de Petrus von Hötzl, obispo de Augsburgo. La primera superiora general fue la religiosa Aloisia Zeller.

## Organización
La Congregación de Hermanas de la Caridad de Augsburgo es un congregación religiosa femenina, de derecho diocesano y centralizada, cuyo gobierno es ejercido por una superiora general, es miembro de la Federación de Hermanas Vicencianas de Estrasburgo, hace parte de la Familia vicenciana y su sede central se encuentra en Augsburgo (Alemania). Las vicentinas de Augsburgo se dedican especialmente al cuidado de los enfermos y a la atención de los ancianos y están presentes únicamente en Alemania. La congregación cuenta con unas cien religiosas y tres comunidades.